# Euphorbia evansii
Euphorbia evansii là một loài thực vật có hoa trong họ Đại kích. Loài này được Pax mô tả khoa học đầu tiên năm 1909.

## Hình ảnh

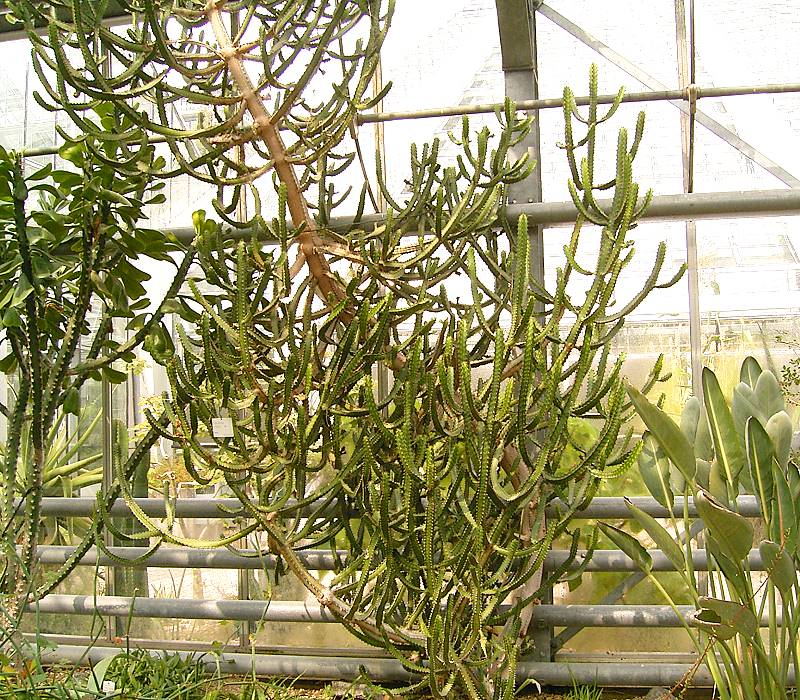